# Sinfonia n. 6 (Mahler)
La Sinfonia n. 6 in la minore di Gustav Mahler, conosciuta comunemente con il titolo, non dovuto però al suo autore, di Tragica, fu composta fra il 1903 ed il 1904 e rivista nel 1906. La prima esecuzione ebbe luogo ad Essen in Germania il 27 maggio 1906, diretta dal compositore stesso.
I suoi quattro tempi presentano un'unità tonale del tutto inconsueta nell'autore: ben tre movimenti su quattro, infatti, sono nella tonalità di impianto. È anche l'unica sinfonia mahleriana a terminare in tonalità minore (tutte le altre sinfonie, anche le più drammatiche, presentano un finale "positivo", come la Prima o la Quinta, o quanto meno sereno, come le tre sinfonie del Wunderhorn o la Nona).

## Struttura
La sinfonia è suddivisa, come detto, in quattro movimenti, tuttavia l'ordine dei due movimenti centrali rimane in dubbio.
In origine lo Scherzo si trovava in seconda posizione prima dell'Andante  (e così è nella prima edizione, pubblicata prima della prima esecuzione) ma Mahler cambiò idea ed invertì i due movimenti durante le prove della prima esecuzione. La questione sull'ordine di questi due movimenti è rimasta controversa per più ragioni, per le diverse scelte delle due edizioni critiche e anche per le successive dichiarazioni della moglie Alma Mahler che scrisse al direttore Willem Mengelberg che l'ordine definitivo doveva essere Scherzo-Andante.
Ecco l'elenco dei movimenti:
- Allegro energico, ma non troppo 4/4 - (Heftig, aber markig)
- Scherzo 3/8 - (Wuchtig, Pesante)
- Andante moderato 4/4
- Finale (Allegro moderato, tempo tagliato)

La durata della sinfonia è di circa 80 minuti.
Da sottolineare particolarmente che il primo movimento è in forma sonata, ed è forse l'unico caso in cui Mahler tratti questa forma musicale in maniera sostanzialmente ortodossa, al punto che è previsto anche (come era tradizione soprattutto al tempo di Mozart e Beethoven) il ritornello dell'esposizione. Meno conforme alle "regole scolastiche" è il rapporto tonale fra i due temi principali, rispettivamente in La minore e Fa maggiore (secondo le consuetudini il secondo tema dovrebbe essere nella relativa maggiore, e quindi in questo caso in Do maggiore). Mentre il primo tema, introdotto da una serie di note gravi ribattute, ha carattere di marcia, il secondo tema ha carattere di espansività melodica ed è noto come Tema di Alma perché Mahler stesso disse che in esso aveva cercato di tratteggiare la moglie Alma.

## Registrazioni
Discografia selettiva
- Herbert von Karajan, Berliner Philharmoniker, DG The Originals 457 716-2GOR2
- Klaus Tennstedt, London Philharmonic Orchestra, LPO LPO0038
- Michael Tilson Thomas, San Francisco Symphony, SFS Media 821936 0001-2
- Claudio Abbado, Berliner Philharmoniker, DG
- Valerij Abisalovič Gergiev, London Symphony Orchestra, LSO Live LSO0661